# نمک یددار

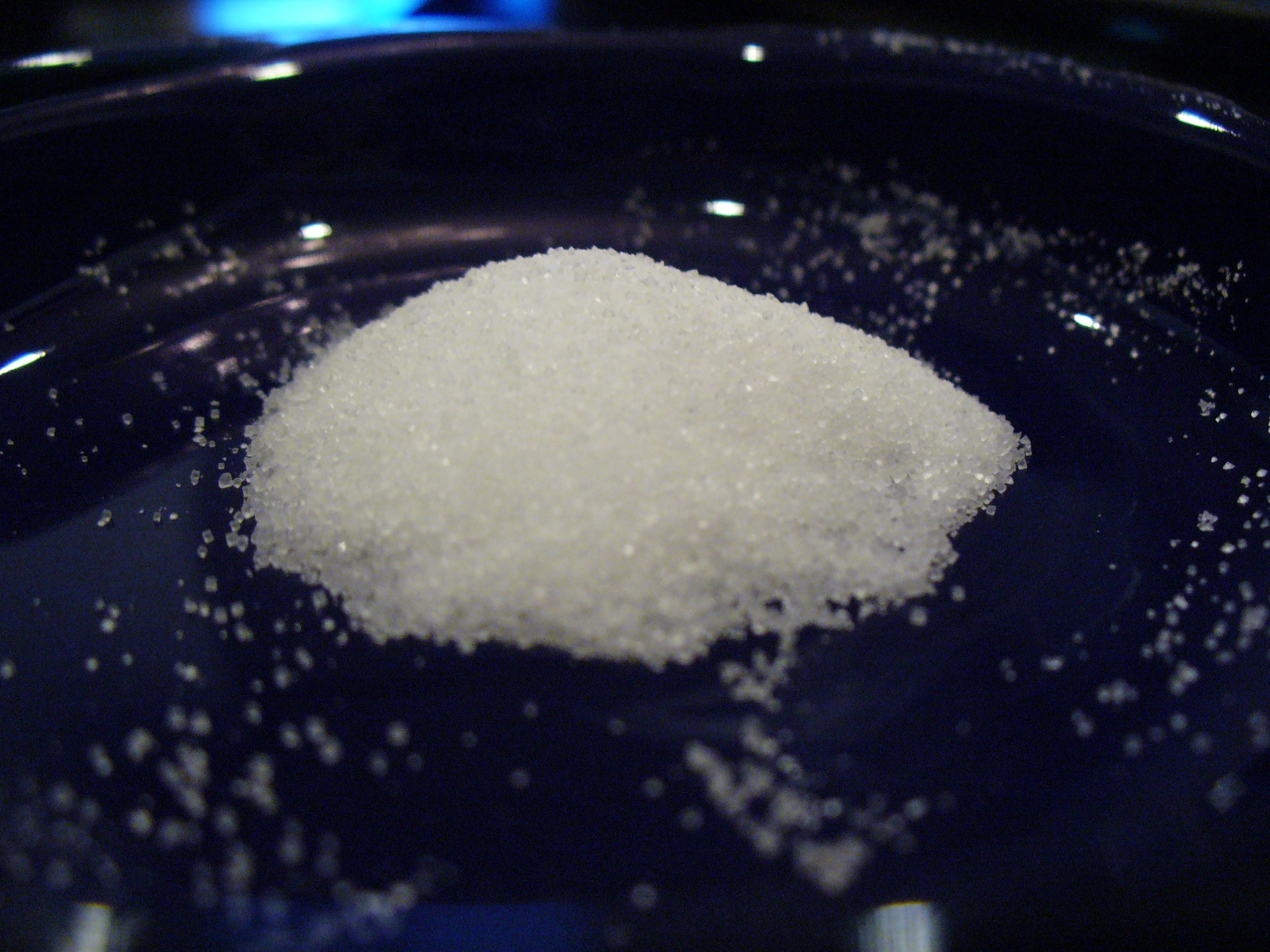
مقداری نمک یُددار

نماد جهانی نمک ید دار. نمادهایی مانند این را روی بسته بندی نمک درج می‌کنند.

نمک یُددار گونه‌ای از نمک خوراکی است که با مقدار بسیار اندکی از نمک‌های یُد (مانند یدات پتاسیمKIO(K + IO--->KIO(() مخلوط شده‌است. این محصول، ید مورد نیاز بدن را تأمین می‌کند، زیرا کمبود ید در رژیم غذایی انسان موجب بیماری‌های گوناگون مانند غم‌باد (گواتر) می‌شود. نمک‌های تصفیه شده‌ی یددار به دلیل خلوص بالا، میزان ید را بهتر و به مدت بیشتر حفظ می‌کنند.
برای حفظ ید در نمک یددار، باید نمک را در مدت کمتر از یک سال مصرف کرد، آن را دور از نور و رطوبت و در ظرف‌های در بستهٔ پلاستیکی، چوبی، سفالی یا شیشه‌ای تیره نگهداری کرد. همچنین هنگام پخت غذا، بهتر است نمک در انتهای پخت اضافه شود تا ید آن تا حد امکان حفظ شود.
در ایران، با توجه به بررسی‌های انجام شده در سطح کشور، از نظر میزان ید موجود در آب و خاک و شیوع گواتر، ۴۰ میکروگرم به ازای هر گرم نمک (۴۰ ppm) اضافه می‌شود.
مواد غذایی مضر برای مبتلایان به کم‌کاری تیروئید
- سبزیجات صلیبی (مانند کلم بروکلی و کلم)
- سس سویا
- گولتن
- مواد غذایی چرب
- مواد غذایی شیرین
- غذا‌های فرآوری شده
- غذا‌های با فیبر بالا
- قهوه